# Xã Minneha, Quận Sedgwick, Kansas
Xã Minneha (tiếng Anh: Minneha Township) là một xã thuộc quận Sedgwick, tiểu bang Kansas, Hoa Kỳ. Năm 2010, dân số của xã này là 3.417 người.